# Josef Aichholzer

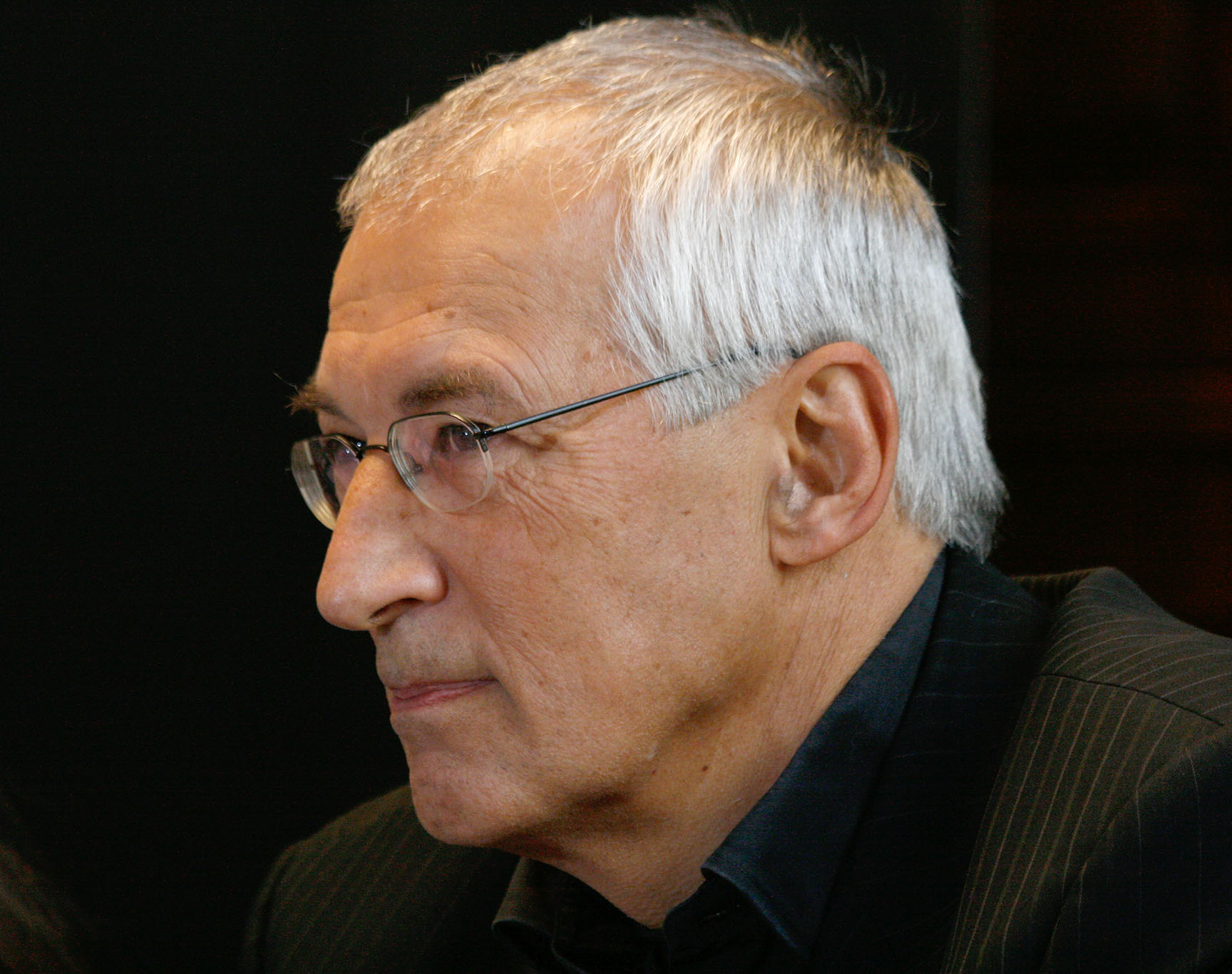
Josef Aichholzer (2011)

Josef Aichholzer (* 1950 in Villach, Kärnten) ist ein österreichischer Filmproduzent.

## Leben
Josef Aichholzer gründete 1978 zusammen mit Ruth Beckermann und Franz Grafl den Filmverleih Filmladen. Seit 1979 ist Aichholzer in verschiedenen Funktionen im Filmbereich tätig. 1983 inszenierte er gemeinsam mit Ruth Beckermann seinen ersten Film, Wien retour. Als Mitbegründer des Wiener Votivkinos, das seit 1986 vom Filmladen betrieben wird, war er auch als Kinobetreiber tätig. Aichholzer verfasste auch  einige Drehbücher. Seit 1998 ist er jedoch nur noch als Filmproduzent für die von ihm gegründeten Josef Aichholzer Filmproduktion tätig. Im Jahr 2009 hat Josef Aichholzer gemeinsam mit anderen österreichischen Filmschaffenden die Akademie des Österreichischen Films gegründet. 2020 erhielt er im Rahmen der Verleihung des Österreichischen Filmpreises den erstmals verliehenen Ehrenpreis für Verdienste an der Akademie.

## Filmografie
Als Produzent
- 1989: Senderos (AUT, Dokumentarspielfilm)
- 1991: Nach Jerusalem (AUT)
- 1995: Nervenkriege (AUT, Dokumentarfilm)
- 1996: Jenseits des Krieges (AUT, Dokumentarfilm)
- 1999: Ein flüchtiger Zug nach dem Orient (AUT, Dokumentarfilm)
- 2000: Gelbe Kirschen (AUT)
- 2002: Taxi für eine Leiche (AUT)
- 2004: Hurensohn (AUT/LUX)
- 2005: Küss mich, Prinzessin! (AUT)
- 2006: Die Richterin. Justiz im Kosovo (AUT, Dokumentarfilm)
- 2007: Die Fälscher (AUT/DEU)
- 2010: Kick Off (AUT, Dokumentarfilm)
- 2011: Mein bester Feind (AUT, LUX, Spielfilm)
- 2012: Spuren des Bösen: Racheengel
- 2012: Tatort: Falsch verpackt
- 2016: Landkrimi – Sommernachtsmord
- 2017: Die Legende vom hässlichen König (DEU/AUT, Dokumentarfilm)
- 2019: Spuren des Bösen: Sehnsucht
- 2021: Spuren des Bösen: Schuld
- 2021: Rotzbub (AUT/DEU, Animationsfilm)
- 2022: Broll + Baroni – Für immer tot (Fernsehfilm)
- 2023: Hals über Kopf
- 2023: Stadtkomödie – Heribert (Fernsehreihe)

Als Regisseur:
- 1983: Wien Retour (AUT, gemeinsam mit Ruth Beckermann, Dokumentarfilm)
- 1988: Body Body (AUT, Dokumentarfilm)
- 1992: The more I see you (AUT, ORF-TV-Spielfilm)

Als Drehbuchautor:
- 1992: The more I see you (AUT)